# Michael Durrell
Michael Durrell (Brooklyn, Nueva York, 6 de octubre de 1943) es un actor estadounidense. Comenzó su carrera en la CBS en la telenovela "Guiding Light" ("La Luz De Guía") interpretando al abogado "Peter Wexler". Otros papeles conocidos son en la serie sitcom de TV de la cadena CBS "Alice" caracterizando a "Nicholas Stone" desde 1984 hasta 1985. Otro papel conocido fue en la serie de ciencia ficción de NBC V La Miniserie Original (1983) y la secuela V La Batalla Final (1984) y los dos primeros episodios de " V La Serie" (1984-1985) interpretando al antropólogo "Robert Maxwell". De 1986 hasta 1990 caracterizó a "Lloyd Burgess" en la serie de TV "Matlock" y al doctor "John Martin", el padre de "Donna Martin" en la serie de TV de la Fox Broadcasting Company " Beverly Hills, 90210 " en el que tuvo un papel recurrente. Él también fue artista invitado en " Star Trek: Espacio Profundo Nueve " en el episodio "Sanctuary".

## Filmografía
- "Thank God It's Friday" (1977)
- "E.T., el extraterrestre " (1982)
- "Sister Act" (1992)
- "Illegal in Blue" (1995)
- "Rumour Has It..." ("Dicen por Ahí...") (2005)